# Maria Neculiță
Maria Neculiță (n. 30 martie 1974, Deva, Hunedoara, România) este o gimnastă română, laureată cu argint olimpic la Barcelona 1992.